# Postkantoor Oude Vest

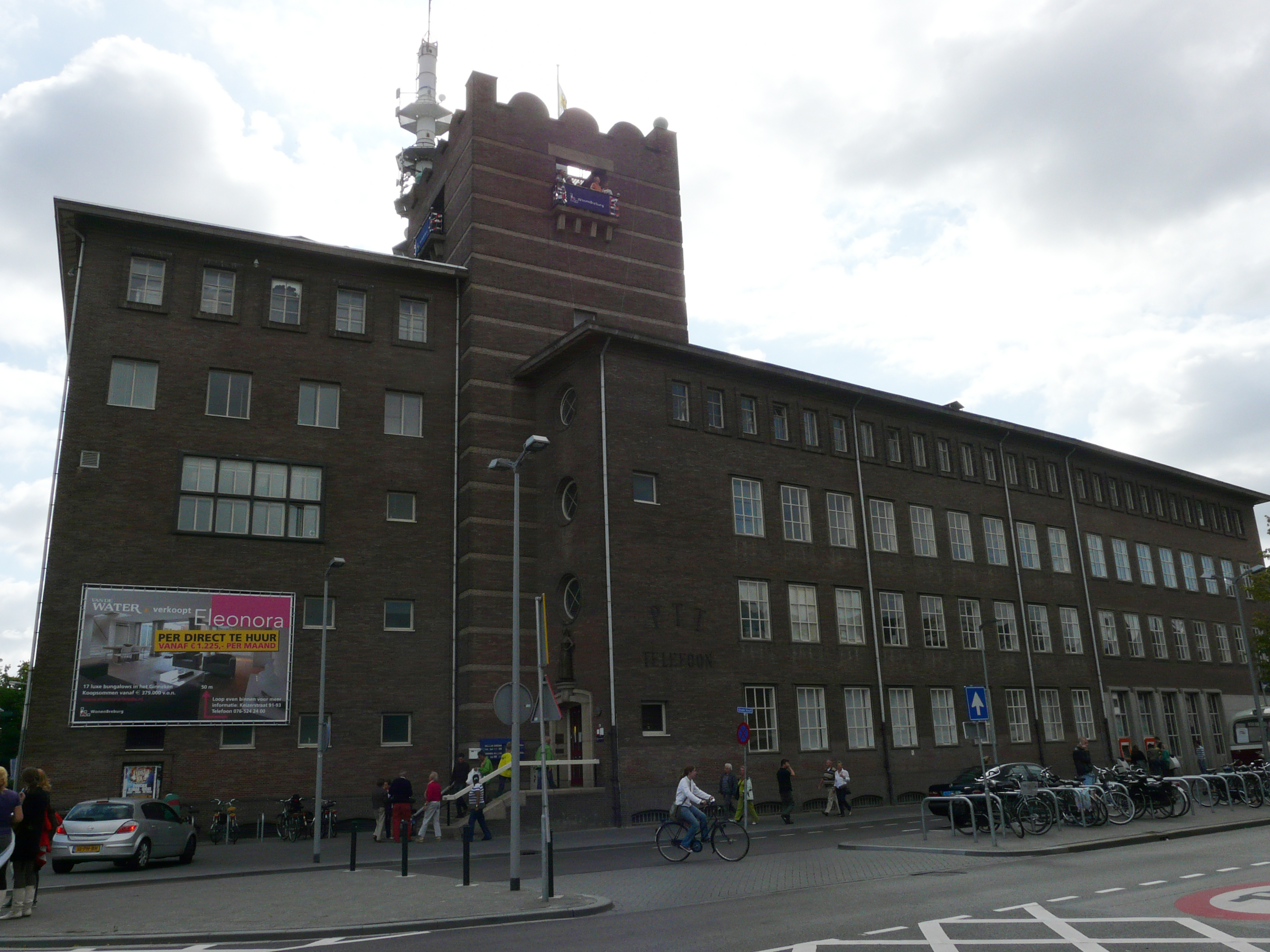
Postkantoor Oude Vest

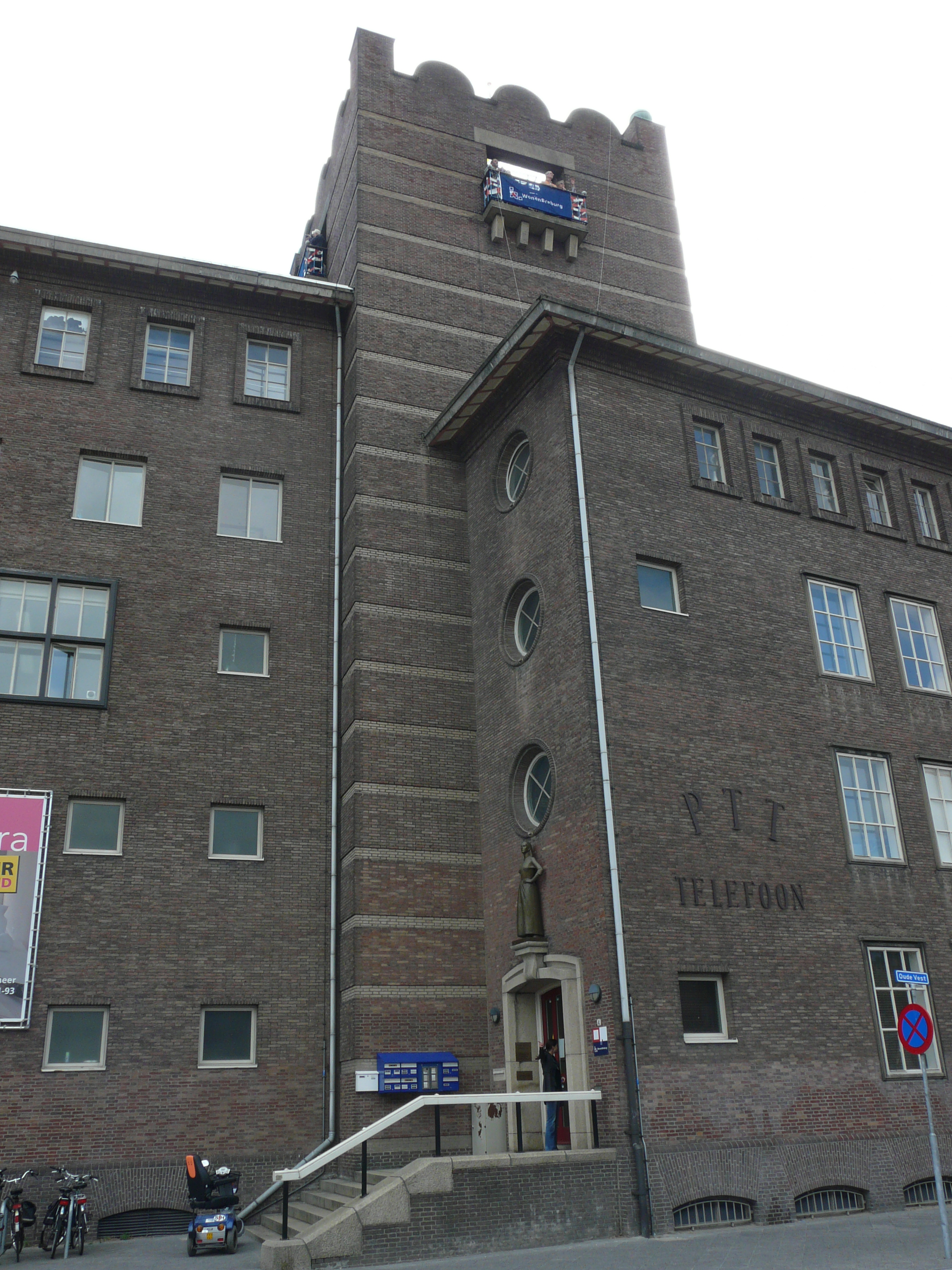
Detail ingang

Postkantoor Oude Vest was het hoofdpostkantoor van TNT, voorheen de PTT, op de hoek van de Oude Vest en de Keizerstraat in de binnenstad van Breda. Het is een complex zonder beschermde status, maar het heeft een sterk beeldbepalende functie in het stadsbeeld.
Alvorens het de bestemming van postkantoor kreeg, was het lang het busstation voor het centrum.

## Geschiedenis
Tot 1950 was het oude postkantoor gevestigd aan de Keizerstraat.
Het postkantoor Oude Vest werd in 1950 door M. Bolten en F.E. Röntgen ontworpen.
Het postkantoor is sinds 2005 eigendom van de wooncorporatie Wonen Breburg. Sindsdien zijn er ook diverse kleine bedrijven in gevestigd.
Het gebouw heeft 55 jaar dienstgedaan als postkantoor en werd op vrijdag 30 oktober 2009 gesloten.